# Espingarda antitanque
Tankgewehr M1918 (Império Alemão)

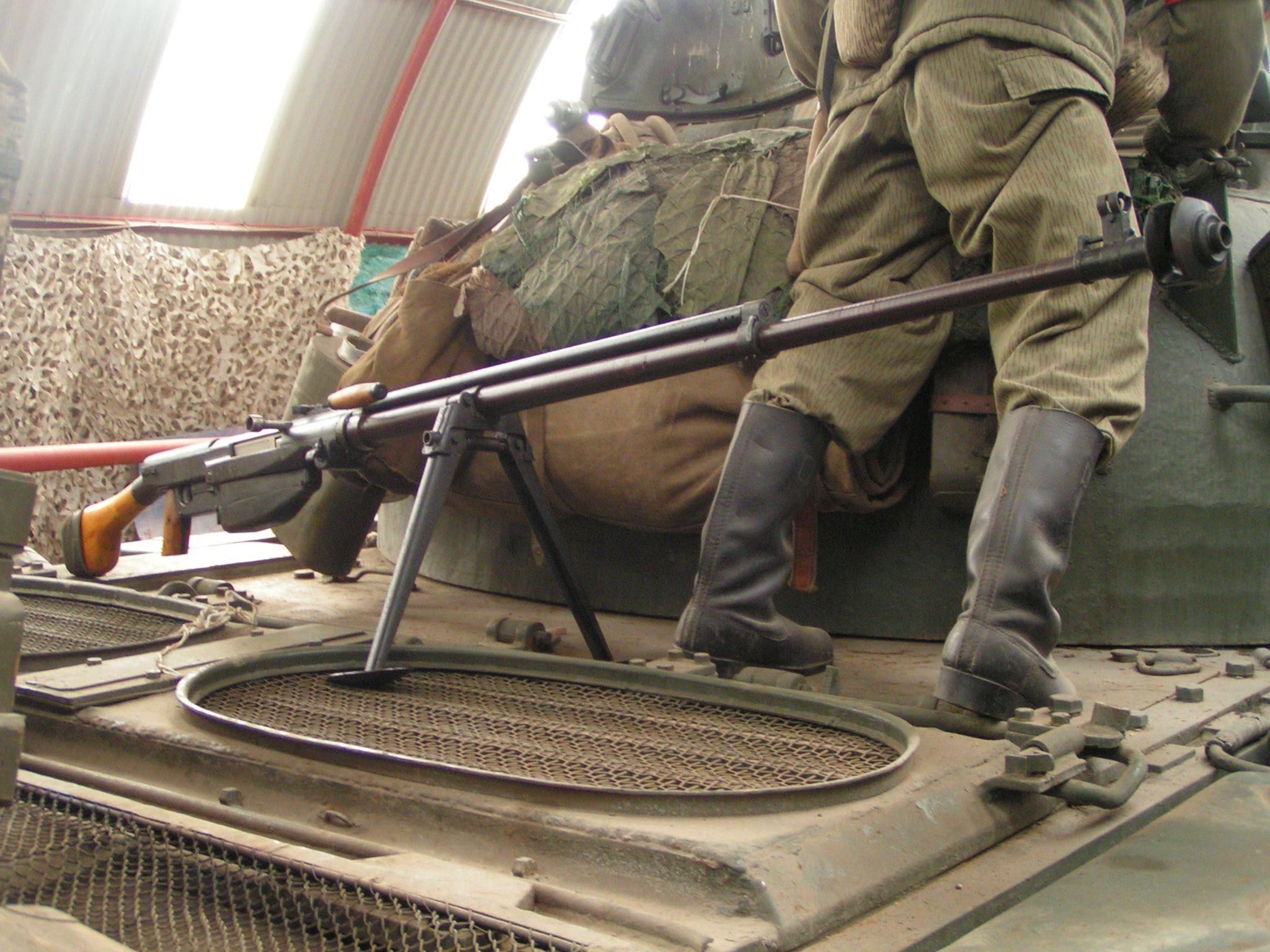
Espingarda antitanque soviética PTRS-41 de 14,5 mm

Uma espingarda antitanque ou espingarda anticarro, ou no Brasil, fuzil antitanque, é uma espingarda concebida para penetrar a blindagem de veículos, especialmente de tanques de batalha.

A utilidade de espingardas com este objectivo começou desde a introdução dos tanques de batalha até a Segunda Guerra Mundial, quando tornaram-se obsoletas. A blindagem dos veículos tornou-se demasiado densa para ser penetrada por projécteis rígidos disparados a partir de espingardas que podiam ser carregados por um único soldado, sendo as espingardas antitanque substituídas por outras armas antitanque.